# 古斯塔夫·施羅德
古斯塔夫·施羅德（德語： 1885年9月27日—1959年1月10日），德國“聖路易斯號”郵輪船長。他因1939年協助900多名猶太人乘客逃離納粹迫害而被以色列追授為“國際義人”的榮譽。

## 職業生涯
1885年9月，古斯塔夫·施羅德出生於今天丹麥境内的哈澤斯萊烏。1902年，16歲的施羅德登上了“安妮公爵夫人號”訓練船，開始了他的航海職業生涯。培訓結束後，他先是在一艘帆船上工作，之後，作爲一名出色的水手在漢堡-美洲航運公司的“德意志號”船上工作，該船是當時世界上航速最快的船隻之一，它曾獲得過“藍絲帶獎”。工作24年之後，施羅德晉升為該船船長。1913年，他遠航印度加爾各答，抵達印度不久，由於遇到一戰的爆發，他被作爲敵國僑民一直被關押在那裏。1919年戰爭結束後他返回德國，但返回德國之後，由於“凡爾賽條約”對德國海軍軍艦數量和其他方面的限制，施羅德曾一度失業。1921年，他返回漢堡-美洲航運公司重新開始做起，1935年，他晉升爲“阿爾伯特-巴林號”的大副，1936年8月，他晉升爲“奥澤納號”船長。.

### “被詛咒的航海”
施羅德之後被任命為郵輪“聖路易斯號”的船長。1939年5月13日，他負責駕駛的“聖路易斯號”郵輪搭載937名尋求避難的德國猶太乘客（有6名非猶太人：4名西班牙人，2名古巴公民）駛離漢堡港前往古巴。在船員當中有一位監視該船的納粹情報官員。在航行途中，施羅德不惜得罪這位納粹官員，堅持他的所有乘客們都必須得到尊重，包括他們舉行的猶太宗教儀式。
5月27日，當船抵達哈瓦那，然而，出乎意料的是，由於古巴政治動蕩和政府官員的腐敗，古巴當局剛剛改變了移民政策。本來他們多數人申請了美國簽證，並持有古巴移民局局長曼努埃爾·貝尼特斯·岡薩雷斯簽署的落地證明（每人繳納150美元，這些錢款全進了岡薩雷斯的個人腰包），計劃在古巴逗留之後，等待進入美國。但早在5月5日古巴總統費德里科·拉雷多·布魯簽發法令，宣佈古巴移民局局長岡薩雷斯落地證明無效。由於上岸受阻，在乘客中引起了恐慌和絕望，有些人試圖自殺。雖然有來自美國的猶太人團體美國猶太人聯合救濟委員會的代表與古巴政府交涉，力爭使這些難民上岸，但是因爲古巴當局提出的高昂費用要求無法得到滿足，談判無果而終。最後，937名乘客中，除了6名非猶太人，其餘的22人由於支付了額外高價費用得到了被古巴移民局認可的入境簽證，還有一個自殺未遂而被送進了哈瓦那醫院，共有29人上岸之外，其餘的907人被拒絕入境（其中一位旅客死在航海途中）。6月2日，“聖路易斯號”離開哈瓦那，駛往美國佛羅里達海岸，施羅德希望美國政府能接受這些難民，但遭到美國的拒絕。於是，施羅德寄希望於下一個國家加拿大並與之聯係，但同樣遭到拒絕。
6月7日，施羅德不得不載著這些猶太人乘客返回歐洲，但是他沒有直接回到德國，而是積極為這些猶太人聯係其他國家，希望這些國家接收這些難民；另一方面，他曾制定了一個大膽計劃，在進入英吉利海峽時，故意讓這條船觸礁以製造海難事故，因而讓這些難民藉機逃走。因爲他知道這些人回到德國之後，就會被送到集中營。最後，在美國猶太人聯合救濟委員會的積極斡旋之下，郵船收到了來自英國、法國、比利時以及荷蘭同意接收這些難民的回電。6月17日，船隻停靠比利時的安特衛普港，全體旅客上岸，按照各國的接收人數，英國接收288人，法國接收224人、比利時接收214人、荷蘭接收181人，沒有一個旅客返回德國。戰爭期間，這些難民中，只有被英國接收的難民全部生還下來，其餘619名難民在1940年5月德國占領西歐各國之後，除了87人在德國入侵之前成功移民而免於災難之外，大部分人又被黨衛軍抓捕，其中有254人死於集中營。
1974年,英國作家戈登·托馬斯與馬克思·摩根·維茨撰寫了《被詛咒的航海》一書（Voyage of the Damned），詳細地描述了這個歷史故事。根據這部書所描寫的内容，1976年英國與美國聯合拍攝了同名的電影，中文譯名：《苦海餘生》。

### 二戰期間
二戰爆發之後，施羅德依舊擔任“聖路易斯號”船長，並再次橫跨大西洋，但是由於英國皇家海軍的封鎖，爲了躲避英國海軍軍艦，不得不停靠在當時尚未參戰的蘇聯港口摩爾曼斯克。1940年1月，施羅德最終將“聖路易斯號”完好無損地駛回到漢堡。之後，他離開了漢堡-美洲航運公司，在德國海軍氣象部得到一份文職工作，他的航海職業生涯到此結束。

## 戰後
戰後，施羅德改爲從事寫作工作。在“清除納粹”的過程中，他因爲被認爲與納粹關係密切一度受到拘捕和審訊。但是曾經受到他救助的猶太人乘客出面作證，證實了他當年拯救了這些乘客，使他獲得清白。施羅德後來結婚成家，生活在漢堡。1959年1月在漢堡去世，享年73歲。他去世之後，下葬於尼恩施泰滕公墓。

## 榮譽
爲了表彰古斯塔夫·施羅德在納粹政權迫害猶太人期間對猶太人所作出的幫助，1957年西德政府授予他“德意志聯邦共和國功績勛章”，1993年以色列猶太大屠殺紀念館為他追授了“國際義人”的榮譽獎章，2019年漢堡市政府將一個公園命名爲“施羅德船長公園”。